# اصل لوشاتلیه

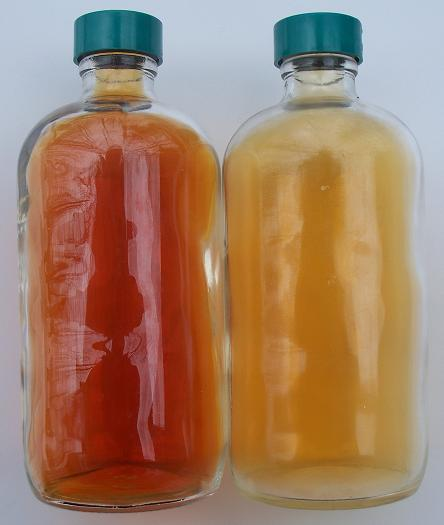
واکنش برگشت‌پذیر N_{۲}O_{۴}(g) ⇌ ۲NO_{۲}(g) گرماگیر است در نتیجه با افزایش دما واکنش به سمت تولید NO_{۲} پیش می‌رود و رنگ گاز داخل شیشه قهوه ای تر می‌شود.(تصویر چپ) در نقطه مقابل با کاهش دما، واکنش به سمت تولید N_{۲}O_{۴} می‌رود و کاز داخل شیشه بی رنگ تر می‌شود.(تصویر راست)

اصل لوشاتلیه (به فرانسوی: Principe de Le Châtelier، به انگلیسی: Le Chatelier's principle) (با تلفظ UK: ‎/lə ʃæˈtɛljeɪ/‎ یا US: ‎/ˈʃɑːtəljeɪ/‎) اصلی است که آنری لوئی لوشاتلیه در سال ۱۸۸۴ آن را دربارهٔ تعادل شیمیایی در شیمی بیان کرد. بنا بر این اصل، «چنانچه سامانه‌ای در حال تعادل باشد، در برابر هرگونه تغییری در جهت مخالف واکنش نشان می‌دهد تا اثر آن را از بین ببرد».
عده‌ای نیز این اصل را در علوم انسانی صادق می‌دانند. در سال ۱۹۴۷، پل ساموئلسون این مفهوم را دربارهٔ تعادل بازار در اقتصاد به کار برد. خودِ لوشاتلیه در همان زمان معتقد به وجود کاربرد این اصل در اقتصاد بود و مقالاتی دربارهٔ تأثیر این اصل بر روابط کارگر و کارفرما، و بهره‌وری در صنعت نوشت.

## به عنوان یک قانون فیزیکی
این اصل در واقع بیانی از قانون سوم نیوتون است.
اصل لوشاتلیه سامانه‌های با تغییرات غیر آنی را بررسی می‌کند؛ و مدت زمان پایدار شدن سامانه بستگی به شدت بازخورد منفی نسبت به شوک مکانیکی اولیه دارد. هنگامی که یک شوک بازخورد مثبتی را در سامانه ایجاد می‌کند، تعادل جدیدی که در سامانه برقرار خواهد شد ممکن است تفاوت زیادی با وضعیت تعادل اولیه داشته باشد، یا مدت زمان رسیدن به آن زیاد باشد. در برخی سامانه‌های پویا وضعیت پایانی را نمی‌توان از روی شوک تعیین کرد. این اصل برای بررسی سامانه‌های بازخورد منفی بسته به کار می‌رود اما به‌طور کلی در طبیعت برقرار است.

## کاربرد در اقتصاد
از سال ۱۹۴۷ که پل ساموئلسون با الهام از پیشنهاد ای. بی. ویلسون برای نخستین بار اصل لوشاتلیه را در کتابش با نام مبانی تحلیل‌های اقتصادی استفاده کرد، این مفهوم به‌طور گسترده‌ای در زیرشاخه‌های کاربردی اقتصاد به کار گرفته‌شده‌است. ساموئلسون روش استاتیک مقایسه‌ای را بر مبنای همین اصل بنیان کرد. این روش در اقتصاد مدرن ابزار قدرتمند و همه‌گیری است، اگرچه پتانسیل استفاده از مدل‌های ترمودینامیکی در اقتصاد نسبتاً محدود است.
ساموئلسون در مبانی تحلیل‌های اقتصادی با مقایسه حالتی که محدودیت‌های معینی بر سامانه‌ای تحمیل می‌شود و حالتی که هیچ محدودیتی بر سامانه نیست؛ این سؤال را مطرح می‌کند که «چگونه تعادل یک سامانه برهم می‌خورد؟». او اهمیت پاسخ به این سؤال را در ترمودینامیک، با اهمیت آن در اقتصاد مقایسه می‌کند.
در یک تابع، زمانی که تمامی مجهول‌ها مستقل از یکدیگر هستند، ماکسیمم زمانی می‌تواند تعیین شود که مشتق جزئی تابع نسبت به تمامی متغیرها صفر شود. در اقتصاد نیز هنگامی که محدودیتی بر سامانه اعمال می‌شود که یکی از متغیرها را با متغیر دیگری درگیر می‌کند، اگر متغیر نخست را ثابت در نظر بگیریم، وضعیت این تعادل تغییر می‌کند.
او این مفاهیم را یک اصل دانست و آن را اصل لوشاتلیه-بران نامید.
بنابراین هنگامی که در یک سامانه اقتصادی در تعادل متغیرها مستقل از یکدیگرند، محدودیت‌های روی سامانه در تقاضاهای کوتاه‌مدت، کشش کمتری نسبت به تقاضاهای بلندمدت دارند. به‌طور خلاصه «در یک تعادل اقتصادی، اگر تغییری در قیمت کالایی رخ دهد، تغییری که در نتیجه آن در تقاضای کالا پدیدار می‌شود بیشتر خواهد بود اگر فرد در معرض محدودیت‌های سهمیه‌بندی قرار نگیرد تا این که در چنین محدودیت‌هایی باشد. اضافه‌شدن هر محدودیتی کشش را کمتر می‌کند.»
ساموئلسون در ژورنال امریکن ایکانامیک ریویو چاپ سال ۱۹۷۲ برای بیان اصل لوشاتلیه از مثالی بهره گرفت. او فرایند تولیدی را فرض کرد که مثلاً در آن دو ورودی زمین و کارگر وجود دارد. او قیمت‌های اولیه را دستمزد {\displaystyle p_{1}} و اجاره {\displaystyle p_{2}}؛ و مقدار اولیه را به ترتیب {\displaystyle q_{1}} و {\displaystyle q_{2}} گرفت. با در نظر گرفتن مثال در دوره زمانی کوتاه، و این که برخی از ورودی‌ها نظیر کارگر و مواد خام می‌توانند تغییر کنند و برخی مانند زمین نمی‌توانند تغییر کنند؛ او {\displaystyle q_{2}} را ثابت گرفت که در فرایند تولید محدودیت ایجاد می‌کرد و بقیه کمیت‌ها قابل تغییر بودند. او با در نظر گرفتن اثر تغییر {\displaystyle p_{1}} و {\displaystyle q_{1}} ثابت کرد:
{\displaystyle \left({\frac {\delta q_{1}}{\delta p_{1}}}\right)q_{2}\leq 0}
همچنین اگر با فرض همان تغییرات {\displaystyle p_{2}} را ثابت بگیریم:
{\displaystyle \left({\frac {\delta q_{1}}{\delta p_{1}}}\right)p_{2}\leq \left({\frac {\delta q_{1}}{\delta p_{1}}}\right)q_{2}\leq 0}
والریا موسینی، استاد دانشگاه رم به این نکته اشاره دارد که این نتیجه‌گیری‌های ساموئلسون اصولاً و به تنهایی با ملاحظات ریاضی قابل اثبات است و قرائت ساموئلسون از اصل لوشاتلیه را به چالش می‌کشد. موسینی می‌نویسد نظریه ساموئلسون تنها دربارهٔ سامانه‌های در تعادل پایدار با اصل لوشاتلیه در شیمی تطابق دارد. جوزف مک‌کالی از دانشگاه هیوستون نیز رابطه این دست نظریات ساموئلسون با ترمودینامیک را مورد نقد قرار داده‌است.

## جامعه‌شناسی
لیب تیمز، ویراستار دانشنامه هیومن‌ترمودینامیکس معتقد است که این اصل، در سامانه‌های انسانی نیز صادق است و نظریه ساموئلسون را در همین جهت می‌داند. به‌طور مثال هنگامی که یک دانش‌آموز وارد یک کلاس مشغول به درس می‌شود، تعادل کلاس را برهم می‌زند. سامانه (کلاس) نیز در جهتی به برهم خوردن تعادل پاسخ می‌دهد که ضمن برطرف کردن اثر واردشده، به تعادل جدیدی برسد.